# 奥斯特罗夫基农村居民点
奥斯特罗夫基农村居民点（俄语：Островское сельское поселение）是俄罗斯联邦沃罗涅日州安纳区所属的一个农村居民点。其下辖有3个居民点，行政中心为奥斯特罗夫基。据2016年统计，该农村居民点的人口为881人。